# Montsià

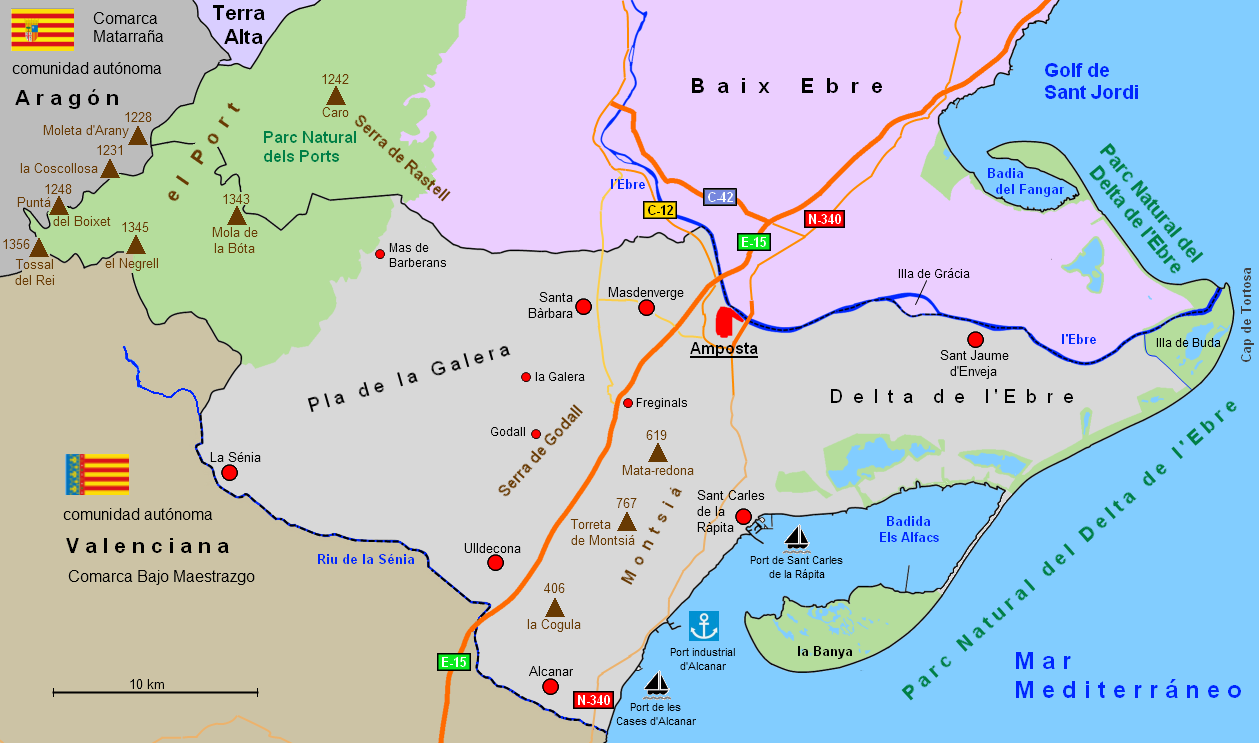
Karte der Comarca Montsiá

Die Comarca (eine Art Gemeindeverband) Montsià liegt in der Provinz Tarragona der Autonomen Gemeinschaft von Katalonien (Spanien). Sie hat eine Fläche von 737,93 km² und 68.744 Einwohner (2022).

## Lage
Der Gemeindeverband liegt im äußersten Südwesten Kataloniens. Er grenzt im Norden an die Comarca Baix Ebre, im Westen an die Autonome Gemeinschaft von Aragonien (Matarraña), im Süden an die Autonome Gemeinschaft von Valencia (Baix Maestrat) und im Osten an die 77 km lange Küste des Mittelmeers. Zusammen mit den Comarcas Baix Ebre, Ribera d’Ebre und Terra Alta bildet die Region das Territorium Terres de l’Ebre.
Montsià liegt an der Küste der Costa Daurada zwischen den Flüssen Ebro im Norden und Senia im Süden. Zwischen dem Höhenzug der Ports de Tortosa-Beseit ganz im Westen an der Grenze zu Aragonien und dem Höhenzug Serra de Montsià an der Küste im Osten liegt eine breite Ebene, die Pla de la Galera. Ganz im Westen mündet der Ebro in einem breiten, flachen Flussdelta mit zahlreichen Seen und Lagunen ins Mittelmeer. Über eine Sandbank von 5 km Länge ist die Insel la Banya mit dem Delta verbunden. Das Flussdelta, die Sandbank und die Insel bilden den Naturpark Parc Natural Delta de L’Ebre, das bedeutendste Feuchtgebiet Kataloniens.

## Wirtschaft
In der Landwirtschaft werden Reis, Wein, Gemüse und Oliven angebaut. In der Viehwirtschaft werden hauptsächlich Geflügel aber auch Rinder gezüchtet. Das fischreiche Ebrodelta bietet zahlreichen Fischern ihr Auskommen. Industriebetriebe der Nahrungsmittel-, Chemischen-, Textil- und Bauindustrie sind in der Comarca ansässig. Von großer Bedeutung ist auch der Tourismus.

## Gemeinden
| Gemeinde                 | Einwohner (2024) | Fläche km² | Dichte Einw./km² | Cod INE | Postleitzahl |
| ------------------------ | ---------------- | ---------- | ---------------- | ------- | ------------ |
| Alcanar                  | 9.943            | 47,10      | 211              | 43004   | 43530        |
| Amposta                  | 22.637           | 137,65     | 164              | 43014   | 43870        |
| Freginals                | 424              | 17,38      | 24               | 43062   | 43558        |
| La Galera                | 708              | 27,42      | 26               | 43063   | 43515        |
| Godall                   | 612              | 33,94      | 18               | 43068   | 43516        |
| Mas de Barberans         | 547              | 79,30      | 7                | 43077   | 43514        |
| Masdenverge              | 1.149            | 14,57      | 79               | 43078   | 43878        |
| Sant Carles de la Ràpita | 15.683           | 53,23      | 295              | 43136   | 43540        |
| Sant Jaume d’Enveja      | 3.667            | 63,55      | 58               | 43902   | 43877        |
| Santa Bàrbara            | 3.827            | 28,35      | 135              | 43138   | 43570        |
| La Sénia                 | 5.594            | 108,63     | 51               | 43044   | 43560        |
| Ulldecona                | 6.551            | 126,81     | 52               | 43156   | 43550        |
| Comarca Montsià          | 71.342           | 737,93     | 97               | –       | –            |